# 萩原秀人
萩原 秀人（はぎはら ひでと、1979年（昭和54年）5月9日 - ）は、福井県出身の競艇選手。登録番号4061。身長166cm。血液型B型。登録期は86期。福井支部所属。同期に、森永淳、中野次郎、吉田俊彦、柳沢一、金田幸子、中村亮太、後藤陽介らがいる。

## 来歴
- 2000年5月、三国競艇場での一般競走でデビュー（6着）。
- 2000年7月17日、びわこ競艇場での一般競走で水神祭（決まり手は差し）。
- 2003年4月27日、芦屋競艇場で初優出（6着）。
- 2003年12月10日、戸田競艇場の『G1ダイヤモンドカップ』でG1初出場。翌日、1号艇から逃げを決め、G1初勝利を飾る。
- 2004年6月13日、常滑競艇場の一般戦で初優勝（6コース・決まり手は差し）。
- 2009年5月21日、下関競艇場の『G1競帝王決定戦』でG1初優出（5着）。
- 2009年11月24日、常滑競艇場の『第12回SG競艇王チャレンジカップ』でSG初出場。翌日、5号艇3コースからまくりを決めて、SG初勝利を飾る。
- 2010年3月22日、平和島競艇場の『第45回総理大臣杯』でSG初優出（6着）。
- 2016年12月6日、福岡競艇場の『GI福岡チャンピオンカップ開設63周年記念競走』でG1初優勝（決まり手は差し）[2]。
- 2018年7月23日、唐津競艇場の『オラレ呼子開設12周年記念』において、初日から9連勝で自身初の完全優勝を達成している。

## 人物
- 妻は元競艇選手の三上陽子（元夫は競艇選手の守田俊介）で、2人の子供がいる[3]。息子の一人の丈太朗も競艇選手となった[4]。